# زاورالسكيي
زاورالسكيي (بالروسية: Зауральский) هي مدينة في مقاطعة تشيليابينسك أوبلاست في روسيا. يبلغ عدد سكانها حوالي 7998 نسمة.